# Енонтекійо
Енонтекійо (фін. Enontekiö, півн.-саам. Eanodat, швед. Enontekis) — комуна (громада) у фінській провінції Лапландія. 

## Географія

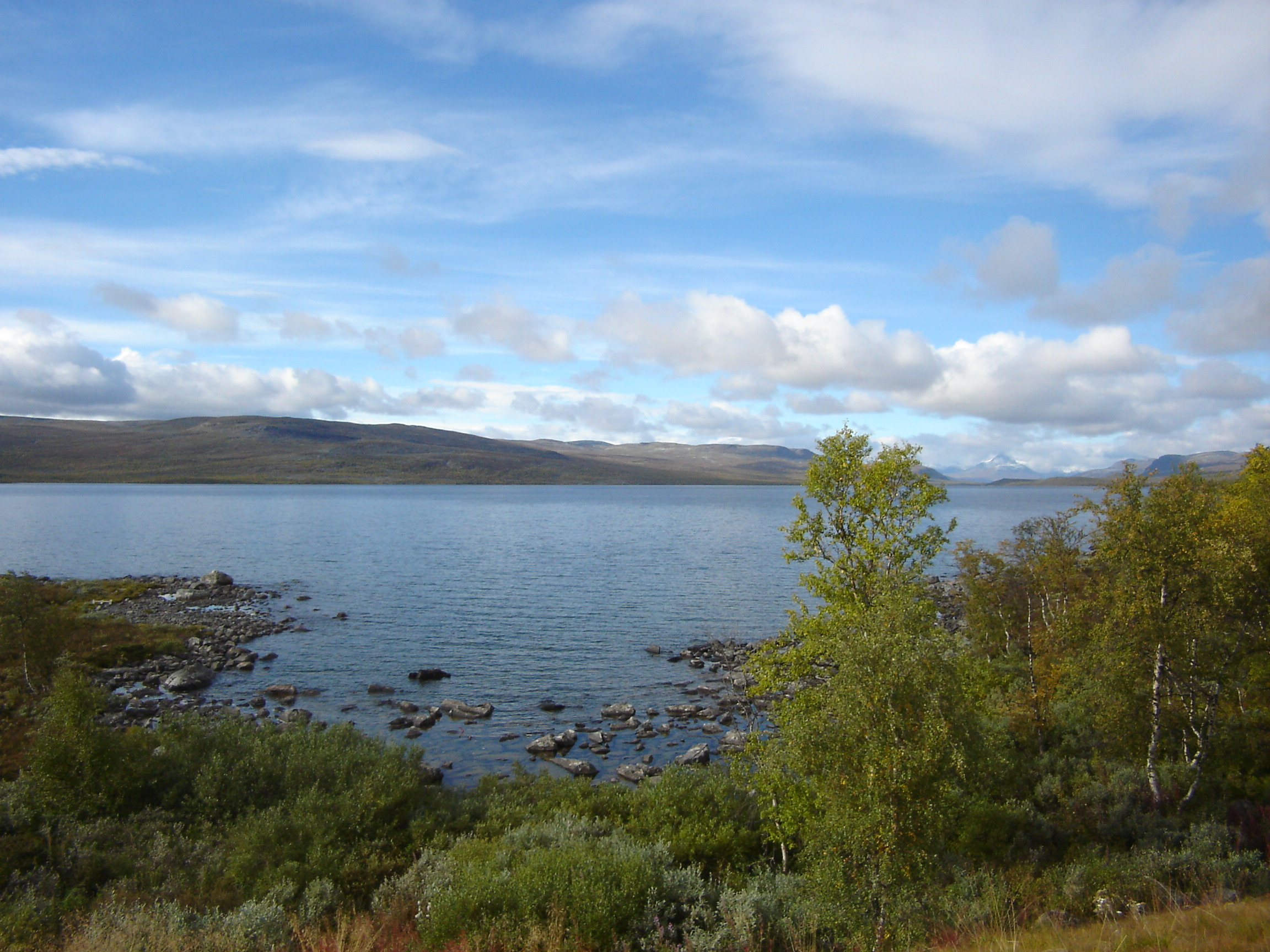
озеро Кілпіс'ярві

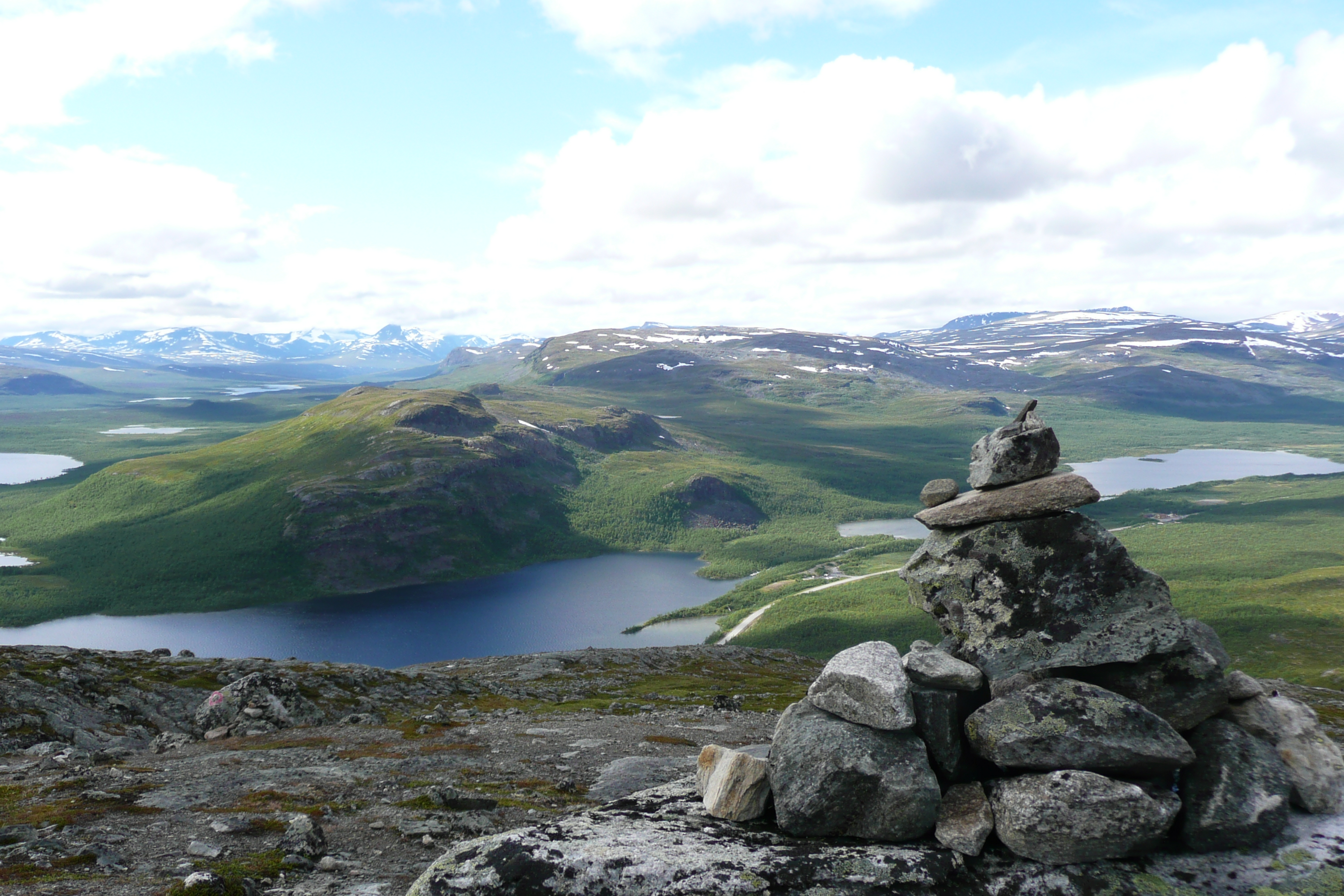
Вигляд з сопки Саана

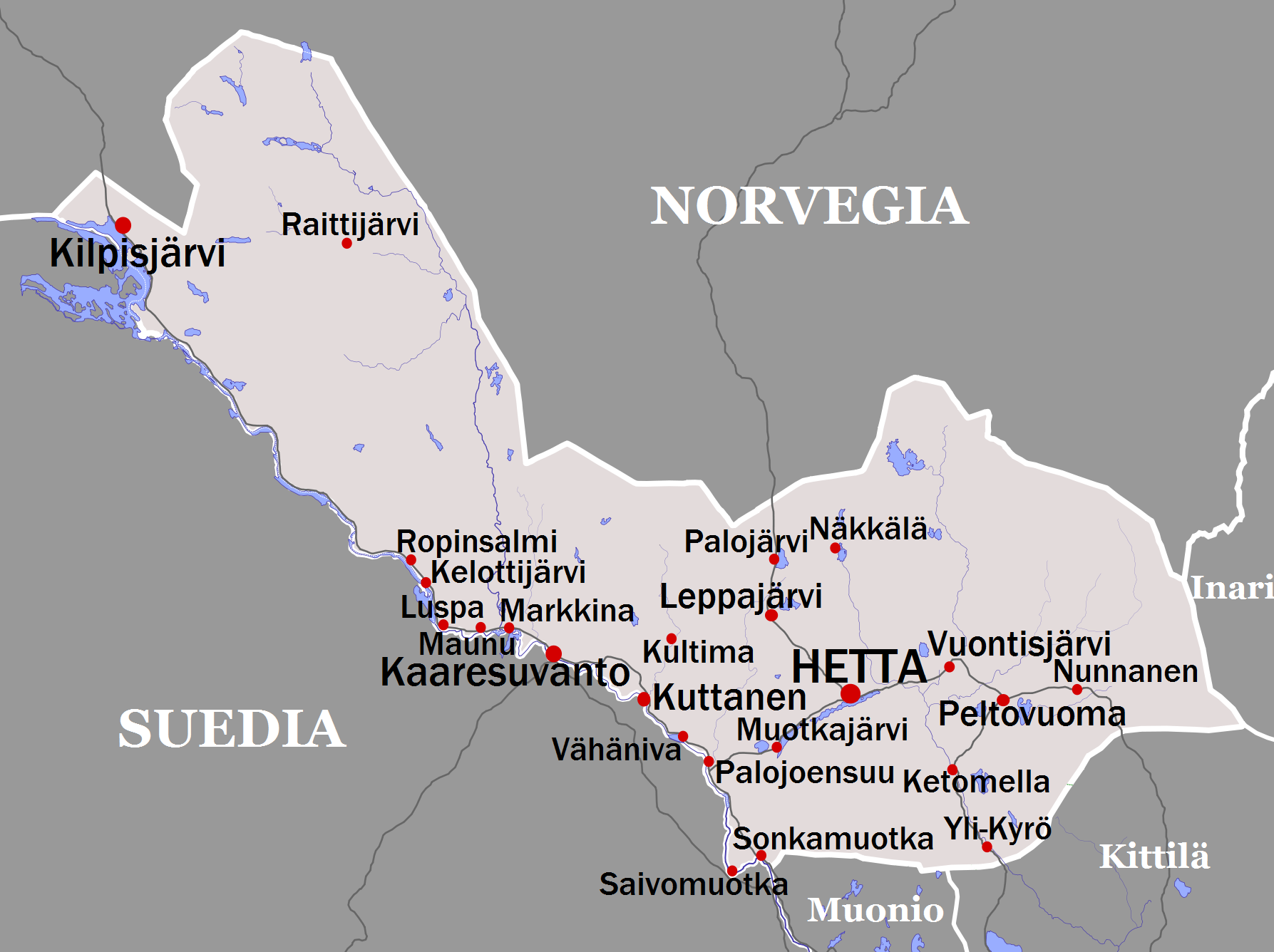
Карта громади

Енонтекьо простягнулася на крайньому північному заході Фінляндії, між територіями Норвегії та Швеції. Виступ території Фінляндії, на якому розташована громада, відомий фінською як «рука» (фін. Käsivarsi), що пов'язано з тим, що до Другої світової війни територія Фінляндії нагадувала фігуру жінки. З площею 8391,39 км² Енонтекійо більш ніж в три рази перевершує площу такої держави як Люксембург, будучи третьою за площею громадою країни (після Інарі і Соданкюля). 
Енонтекійо межує з фінськими громадами Інарі (на сході), Кіттіля (на сході) і Муоніо (на півдні). З боку шведського кордону  знаходиться комуна Кіруна, а з боку кордону з Норвегією —  муніципалітети Стурфьорд, Кофьорд, Нуррейса і Каутукейно. Кордон зі Швецією проходить по річці Муоніоельвен і її притоці Каункямяено. Загальна протяжність державного кордону громади з Норвегією та Швецією становить близько 450 км. 
Адміністративний центр — село Гетта, що іноді назвивають іменем комуни — Енонтекійо. Інші важливі населені пункти — село Кілпіс'ярві, розташоване поблизу перетину кордонів трьох держав, а також села Каресуванто і Палойонсуу, розташовані уздовж шведського кордону. Інші села розташовані головним чином в південній частині комуни, а також уздовж річки Муоніоельвен, на заході Енонтекійо. Навпаки, територія гір Кясіварсі на віддалі від річок майже повністю ненаселена. 
Енонтекійо — єдина фінська громада, на території якої є частина Скандинавських гір. За рахунок цього, громада відрізняється від решти території Фінляндії, як в плані геологічної будови, так і в плані рельєфу. У Енонтекійо знаходиться найвища точка країни — сопка Галтіа (1324 м), а також всі інші гори Фінляндії (всього 21), висота яких перевищує 1000 м над рівнем моря. Крім Галтіа, іншої відомої горою є священна для саамів сопка Саана (1029 м), розташована поблизу села Кілпіс'ярві. Південь громади менш гористий, хоча окремі сопки зустрічаються і тут, незважаючи на те, що навколишня територія досить рівна. 

### Села
| - Гетта - Йатуні - Кааресуванто - Келоттіярві - Кетомелла - Кілпіс'ярві - Култіма - Куттанен - Леппяярві | - Луспа - Марккіна - Мауна - Муоткаярві - Няккяля - Нарттелі - Нуннанен - Палоярві - Палойоенсуу | - Пелтовуома - Райттіярві - Ропінсалмі - Сайвумуотка - Сонкамуотка - Вяхяніва - Вуонтіс'ярві - Юлікюрё |

### Клімат

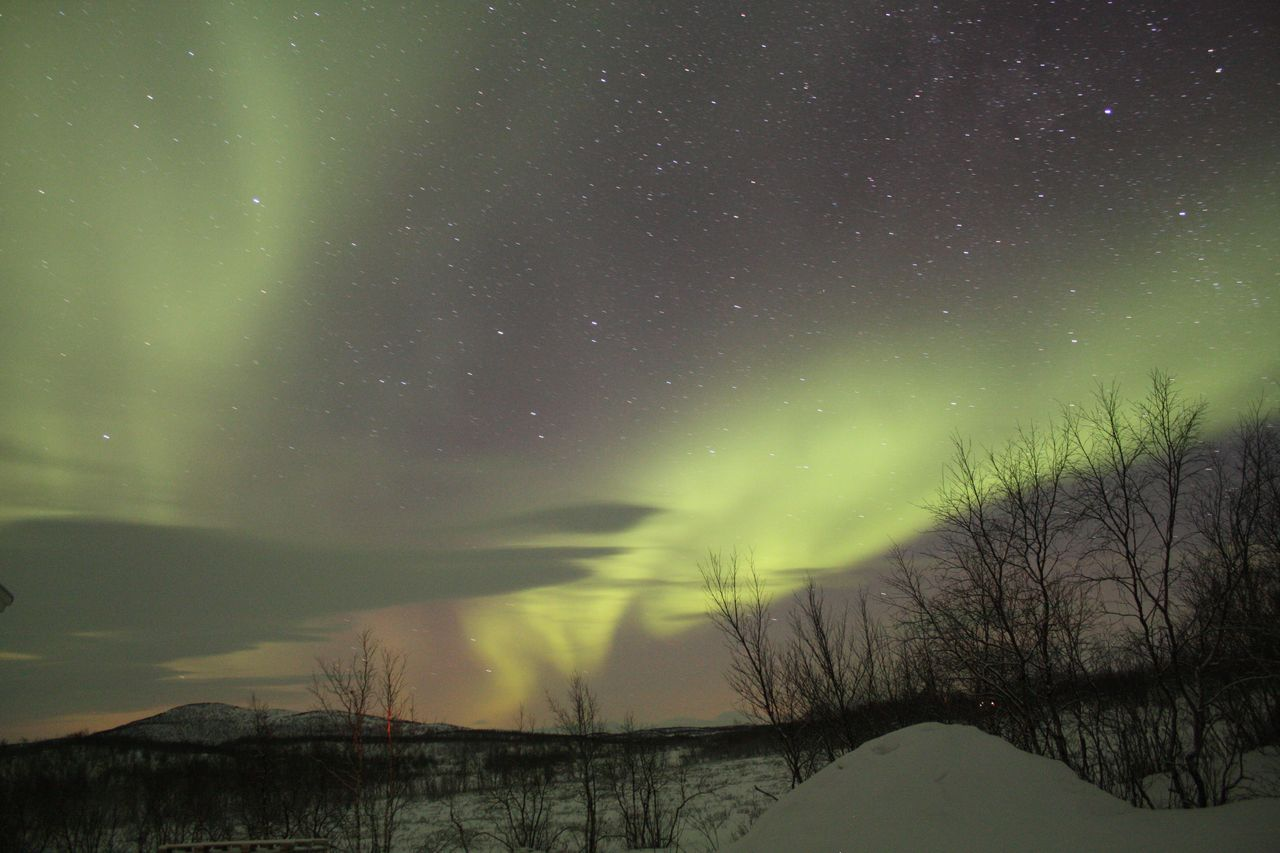
Північне сяйво в Енонтекійо

Клімат Енонтекійо характеризується такими особливостями як північне положення території, більш високий рельєф в порівнянні з рештою території Фінляндії, а також близькість Північного Льодовитого океану. Через вплив течії Гольфстрім, зими в громаді менш суворі, ніж в центральній частині фінської Лапландії, де почався перехід клімату в бік континентального. У той же час, літо тут більш коротке і прохолодне. 
Середні річні температури Енонтекійо — найнижчі у Фінляндії. У Кілпіс'ярві, на півночі громади, середня річна температура становить близько -2,3 ° C (для порівняння, в Гельсінкі — близько +5 ° C). Найтепліший місяць — липень, з середньою температурою +10,9 ° C; найхолодніший місяць — січень (-13,6 ° C). Річний рівень опадів становить близько 459 мм  . Постійний сніговий покрив зазвичай лежить із жовтня по травень . 
Громада розташована на відстані від 200 до 300 км від полярного кола. У Кілпіс'ярві білі ночі відзначаються з 22 травня по 23 липня. Полярна ніч триває з 2 грудня по 11 січня. Поширеним явищем є полярні сяйва . 

### Флора і фауна

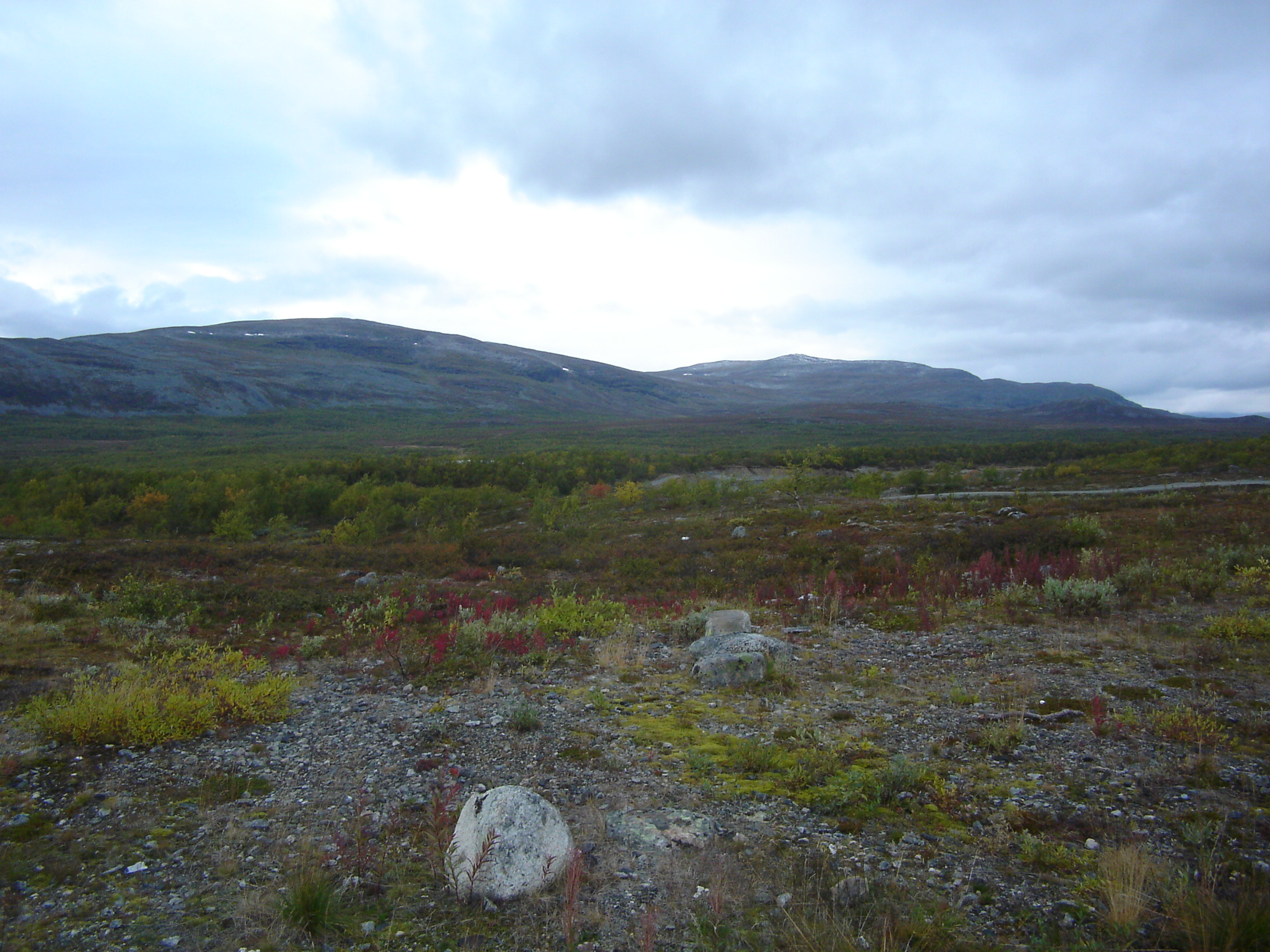
Вбога рослинність у північній частині громади

З огляду на північне положення, рослинність громади досить мізерна. Кордон поширення ялини приблизно збігається з південним кордоном Енонтекійо, а кордони сосни — тільки близько 20 км на північ від села Гетта. На північ від цього ростуть тільки берези. Лінія поширення лісу лежить на позначці всього 600 м над рівнем моря, вище переважає тундрова рослинність. Досить значну частину території громади займають болота. Ліси складають близько 19% від загальної площі Енонтекійо. Близько 70% від загальної площі займають різні природоохоронні зони, найбільш значущою з яких є частина національного парку Паллас-Юллястунтурі. 
Фауна громади представлена такими арктичними видами як норвезький лемінг, песець, біла сова, хрустан, куріпка полярна і дрізд гірський. Є також інші види птахів і невеликих ссавців. 

## Населення
За даними на 30 вересня 2012 населення Енонтекійо становить 1884 людини; для порівняння, за даними на 1990 воно налічувало 2472 людини. Як і в більшості інших громад Лапландії, відзначається швидке скорочення чисельності населення за рахунок міграції в більш південні райони Фінляндії. Особи віком до 15 років становлять 14,1% від населення; особи старше 65 років — 20%. Фінську мову вважають рідною 88% жителів Енонтекійо; саамські мови — 10,5%; шведську мову — 0,6% . 
| 1970 | 1975 | 1980 | 1985 | 1990 | 1995 | 1998 | 2000 | 2002 | 2004 | 2006                                 | 2008 | 2010 | 2011                               |
| ---- | ---- | ---- | ---- | ---- | ---- | ---- | ---- | ---- | ---- | ------------------------------------ | ---- | ---- | ---------------------------------- |
| 2336 | 2285 | 2286 | 2419 | 2472 | 2413 | 2324 | 2145 | 2073 | 1998 | одна тисяча дев'ятсот дев'яносто сім | 1915 | 1870 | тисяча вісімсот вісімдесят дев'ять |

## Економіка

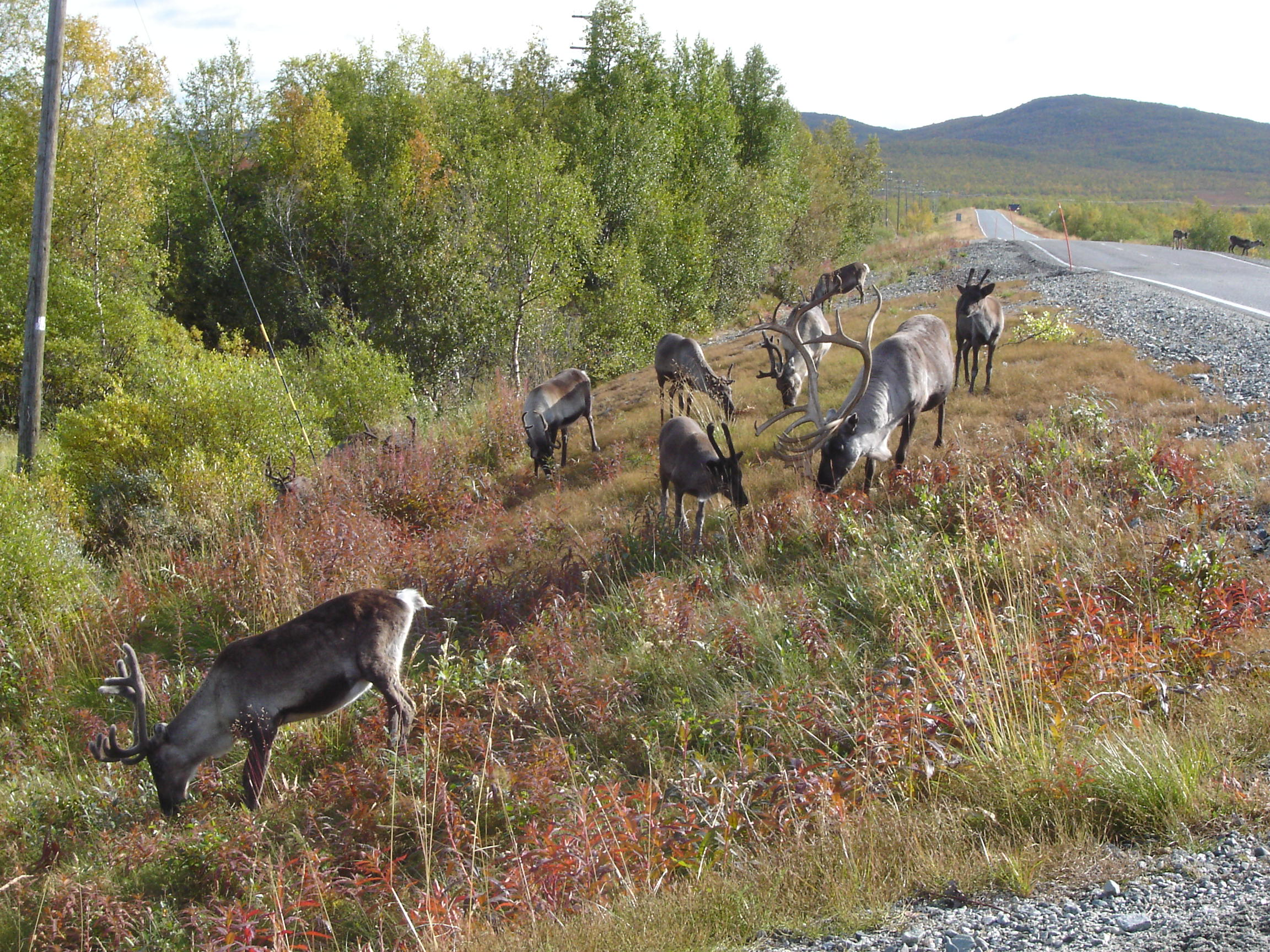
Олені на південь від Кілпіс'ярві, на маршруті Е08

76% населення громади зайнято у сфері послуг. У сільському і лісовому господарстві зайняті 13% населення, а в промисловості — тільки 6% . Як і в інших громадах Лапландії, серйозною проблемою є безробіття, за даними на січень 2007 її рівень становить 24,7% — другий найвищий показник в Фінляндії . У 1996 році, на піку фінської економічної кризи, рівень безробіття в Енонтекійо досягав 40% . 
Навіть сьогодні важливу роль в економіці регіону відіграє оленярство. В обмеженому масштабі є молочне тваринництво. Лісове господарство сильно обмежене невеликою площею лісів і тому відіграє незначну роль. Розвинений туризм. Туристів приваблює природа громади, а також можливості пов'язані з риболовлею, катанням на лижах і снігоходах, пішохідним туризмом. У громаді зупиняються також туристи, які вирушають далі на північ, на територію Норвегії. З огляду на більш низькі ціні в порівнянні з Норвегією, в громаді розвинена прикордонна торгівля. Частка прикордонної торгівлі становить 40% від загального обсягу роздрібної торгівлі в Енонтекійо, а в Кілпіс'ярві цей показник досягає навіть 60-70% . 

## Транспорт

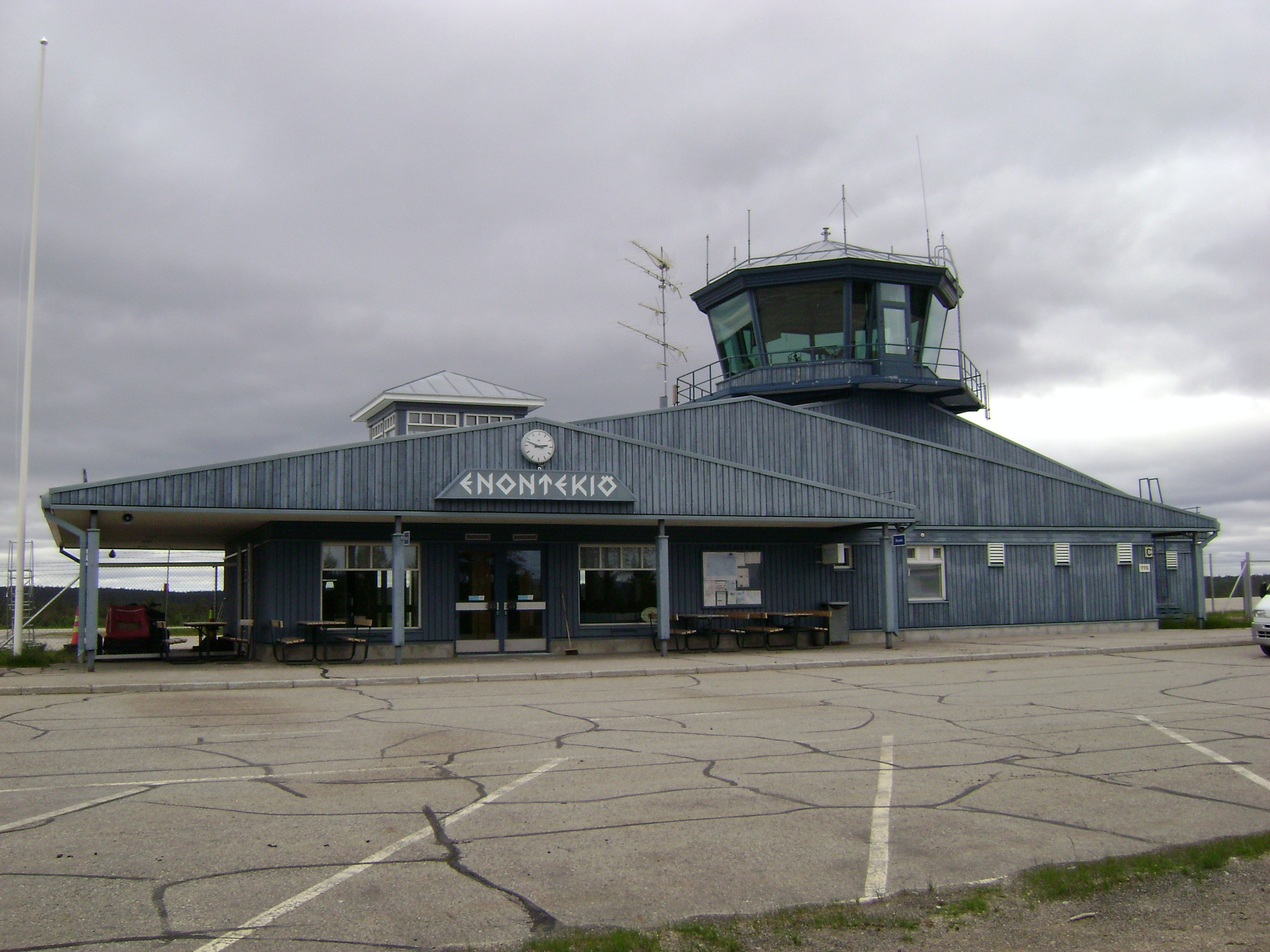
Аеропорт Енонтекійо: аеровокзал і диспетчерська вишка

Головною транспортною артерією громади є Європейський маршрут E08. Починаючись на березі Ботнічної затоки, в Торніо, цей маршрут йде вздовж шведського кордону, закінчуючись в селі Кілпіс'ярві. Дорога № 93 з'єднується з маршрутом Е08 в Палойоенсуу і йде спершу в східному напрямку в бік Гетти, а потім на північ, до норвезького кордону. Села в південній частині громади з'єднані між собою невеликими шляхами, тоді як на півночі Енонтекійо Європейський маршрут E08 є єдиною дорогою. Велика незаселена територія між Муоніоельвен і норвезьким кордоном не має автомобільних доріг взагалі. 
Єдиним аеропортом громади є Енонтекійо, розташований за 9 км на захід від Гетти. Більшу частину рейсів становлять чартери, регулярні рейси встановлені тільки у весняний період. Прямі рейси з Гельсінкі в період з березня по травень забезпечуються компанією Finncomm Airlines. Пасажирообіг аеропорту становить лише менше 14 тис. пасажирів на рік. 
Громада не має залізничного сполучення. Найближча залізнична станція знаходиться за 150 км на південь, в Коларі. 

## Пам'ятки

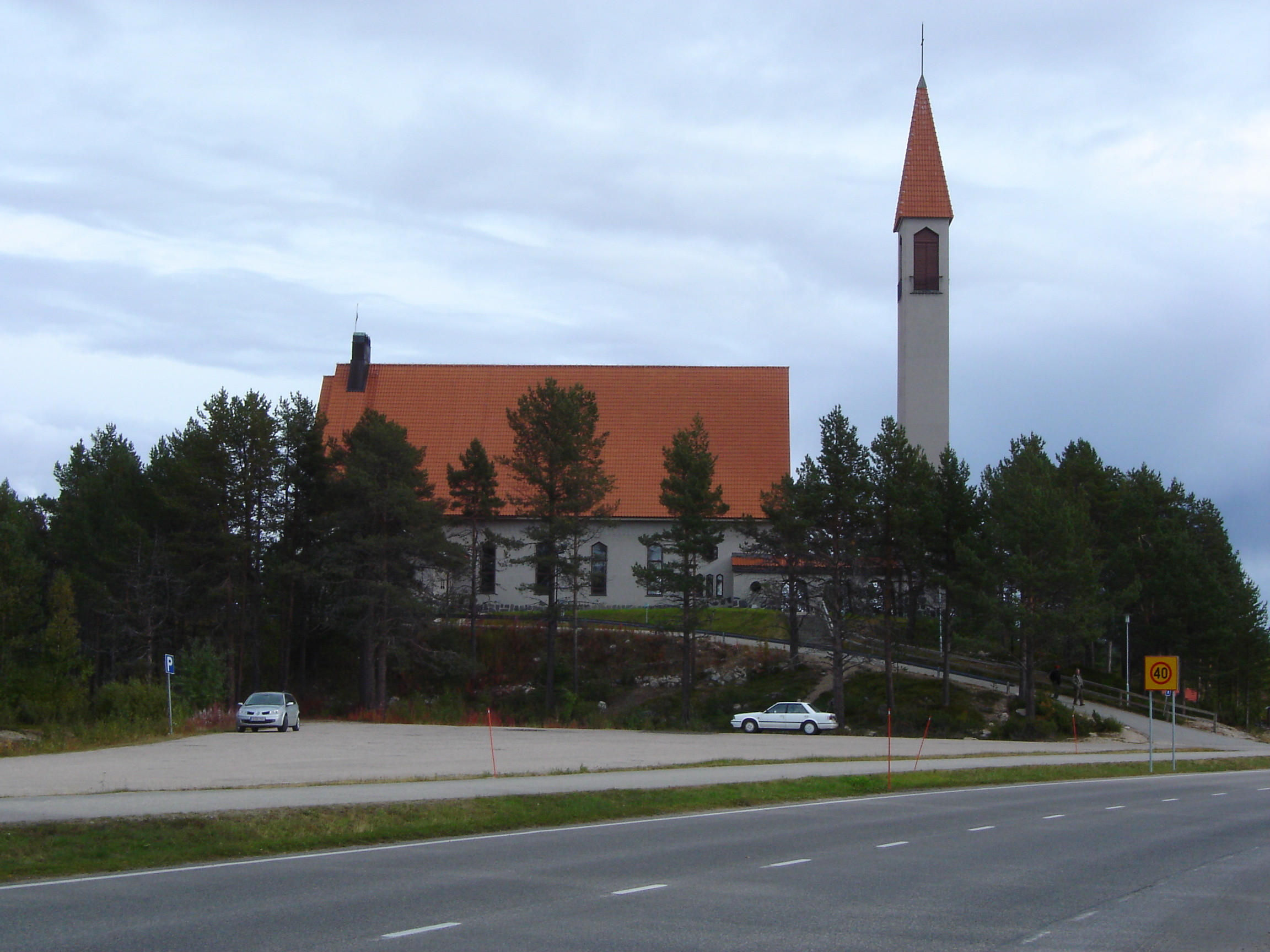
Церква в Гетті

З визначних пам'яток громади можна відзначити церкву села Гетта. Це сучасна будівля з цегли та бетону, спроектована архітектором Вейкко Ларкасом і зведена в 1952. Вузька вежа церкви підноситься на 30 м. Церковний орган був подарований Німеччиною в 1958. У деяких селах є різні старі будівлі. Кам'яний міст Ахдаскуру на норвезькому кордоні побудований в 1943 — єдиний збережений міст в Лапландії, що не зруйнований під час Лапландської війни. 
На території громади є 3 музеї. 

## Політика

### Адміністрація
Як і в більшості інших сільських громад країни, Фінляндський центр є найбільш значною політичною силою в Енонтекійо. На місцевих виборах у 2004 ця партія отримала більше половини голосів. У муніципальній раді, яка є вищим органом у місцевих питаннях, Фінляндський центр займає 13 з 21 місць. 2 інші партії — соціал-демократи і Національна коаліція мають лише близько 10% голосів і відповідно по 2 представника в муніципальній раді. Місцевий список саамі має трьох представників і Християнські демократи — одного. 
| партія               | Результати виборів 2008 | місця |
| -------------------- | ----------------------- | ----- |
| Фінляндський центр   | 49,9%                   | 10    |
| саами                | 12,6%                   | 2     |
| Соціал-демократи     | 12,7%                   | 2     |
| Національна коаліція | 14,0%                   | 2     |
| Зелений союз         | 9,8%                    | 1     |

| партія                 | Результати виборів 2004 | місця |
| ---------------------- | ----------------------- | ----- |
| Фінляндський центр     | 55,6%                   | 13    |
| саами                  | 13,5%                   | 3     |
| Соціал-демократи       | 11,4%                   | 2     |
| Національна коаліція   | 9,8%                    | 2     |
| Християнські демократи | 4,2%                    | 1     |

### Парламентські вибори
Результати парламентських виборів 2011 року в Енонтекійо: 
- Фінляндський центр: 24,5%
- Справжні фіни: 22,2%
- Національна коаліція: 21,7%
- Соціал-демократи: 10,3%
- Шведська народна партія: 6,7%
- Лівий союз: 5,8%
- Зелений союз: 5,8%
- Християнські демократи: 2,9%
- Інші партії: 0,1%

## Відомі уродженці
- Вімме Саарі — саамський музикант

## Цікаві факти
- На початку 1850-х років російський цар Микола I безуспішно намагався обміняти Енонтекійо на південне узбережжя Вернигора-фіорду [13], що змусило Оскара I укласти союз з Великою Британією і Францією.